# Ludmilla Herzenstein
Ludmilla Herzenstein (Sint-Petersburg, 6 april 1906 – Berlijn, 4 augustus 1994) was een Duits architecte, stedenbouwkundige en kinderboekenschrijfster.

## Biografie
Herzenstein werd geboren in Sint-Petersburg als dochter van een burgerlijk ingenieur. Ze bracht haar kindertijd en de rest van haar jeugd door in Berlijn en begon in 1926 aan een studie architectuur aan de Technische Hochschule Berlin-Charlottenburg. Van 1929 tot 1930 werkte ze als stagiaire voor architect Alexander Klein en bij de Allgemeine Häuserbau AG Berlin, waar ze de leiding op zich nam van de ontwikkeling de woonwijk Onkel Toms Hütte in Berlin-Zehlendorf, een ontwerp van Bruno Taut. In 1933 studeerde Herzenstein af onder Heinrich Tessenow. Van 1935 tot 1945 werkte ze bij verschillende plan- en architectenbureaus in Berlijn, Rostock, Hamburg, Königsberg, Wiesbaden en Chojnice/West-Pruisen. Daar kreeg ze opdrachten binnen een breed scala. In 1937 werd ze toegelaten tot de Reichskulturkammer.
Na het einde van de Tweede Wereldoorlog, in december 1945, schreef ze het kinderboek Das neugierige Entlein als kerstcadeau voor Berlijnse kinderen, in opdracht van het militaire bestuur van de Sovjet-Unie. Wegens een gebrek aan papier werd het alleen hectografisch verspreid. De eerste publicatie in boekvorm verscheen in 1952 en was voorzien van illustraties van Ingeborg Meyer-Rey. Sindsdien is het boek in verschillende talen uitgebracht. Eveneens in 1945 werd Herzenstein adviseur voor onderzoeksstatistieken in het planbureau van de Berlijnse Magistraat en lid van Hans Scharouns collectief voor het Kollektivplan. Het Kollektivplan was bedoeld voor de wederopbouw van Berlijn, dat tijdens de oorlog zwaar verwoest was geraakt. Naast Herzenstein maakte ook Luise Seitz-Zauleck deel uit van het Kollektivplan. Het was in die tijd een unicum dat er twee vrouwen op zo'n positie zaten. In samenwerking met Scharoun ontwierp ze de Wohnzelle Friedrichshain en twee moderne Laubenganghuizen.
Na de opdeling van Berlijn in 1949, nam Herzenstein de leiding over over het project Heimstätte Berlin in Oost-Berlijn en was ze verantwoordelijk voor de bouw van de pergolahuizen. Tot 1958 was ze hoofd van de afdeling woningbouwplanning van het hoofdbureau voor stedenbouw in Oost-Berlijn. Daarna werd ze hoofd van de afdeling stedenbouw in het Berlijnse district Weißensee, waar ze verantwoordelijk was voor de herontwikkeling van oude woonwijken. Van 1964 tot haar pensioen in 1971 was ze stadsdeelarchitect in Weißensee. In 1966 ontwierp ze het Parkgaststätte Milchhäuschen in Park am Weißen See.

## Werken
- 1929-1931 Bouwleiding over Onkel Toms Hütte in Berlin-Zehlendorf[3];
- 1949-1950 Twee Laubenganghuizen (met Hans Scharoun) aan het Karl-Marx-Allee en nr. 102/104 en 126/128, allen in Berlin-Friedrichshain[2];
- 1966-1968 Parkgaststätte Milchhäuschen, Parkstraße 33a, Berlin-Weißensee.

## Onderscheidingen
- 1962 Schinkel-Plakette van de Bund der Architekten der DDR
- 1962 Bronzen Ehrennadel des Demokratischen Frauenbundes Deutschlands van de Demokratischer Frauenbund Deutschlands
- 1963 Ehrennadel der Nationalen Front
- 1965 Verdienstemedaille van de DDR

## Galerij

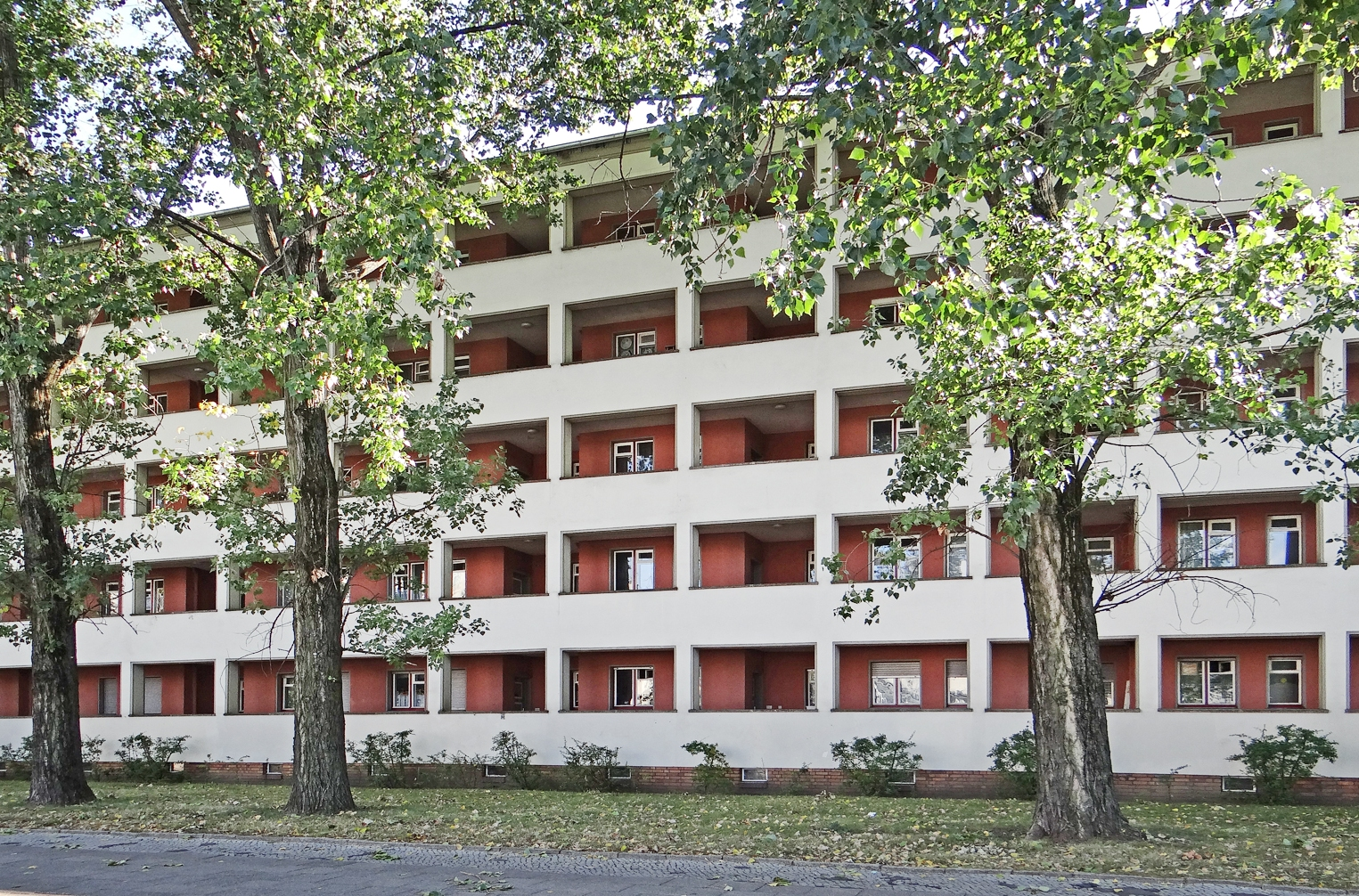
Laubenganghuizen aan het Karl-Marx-Allee, Berlijn
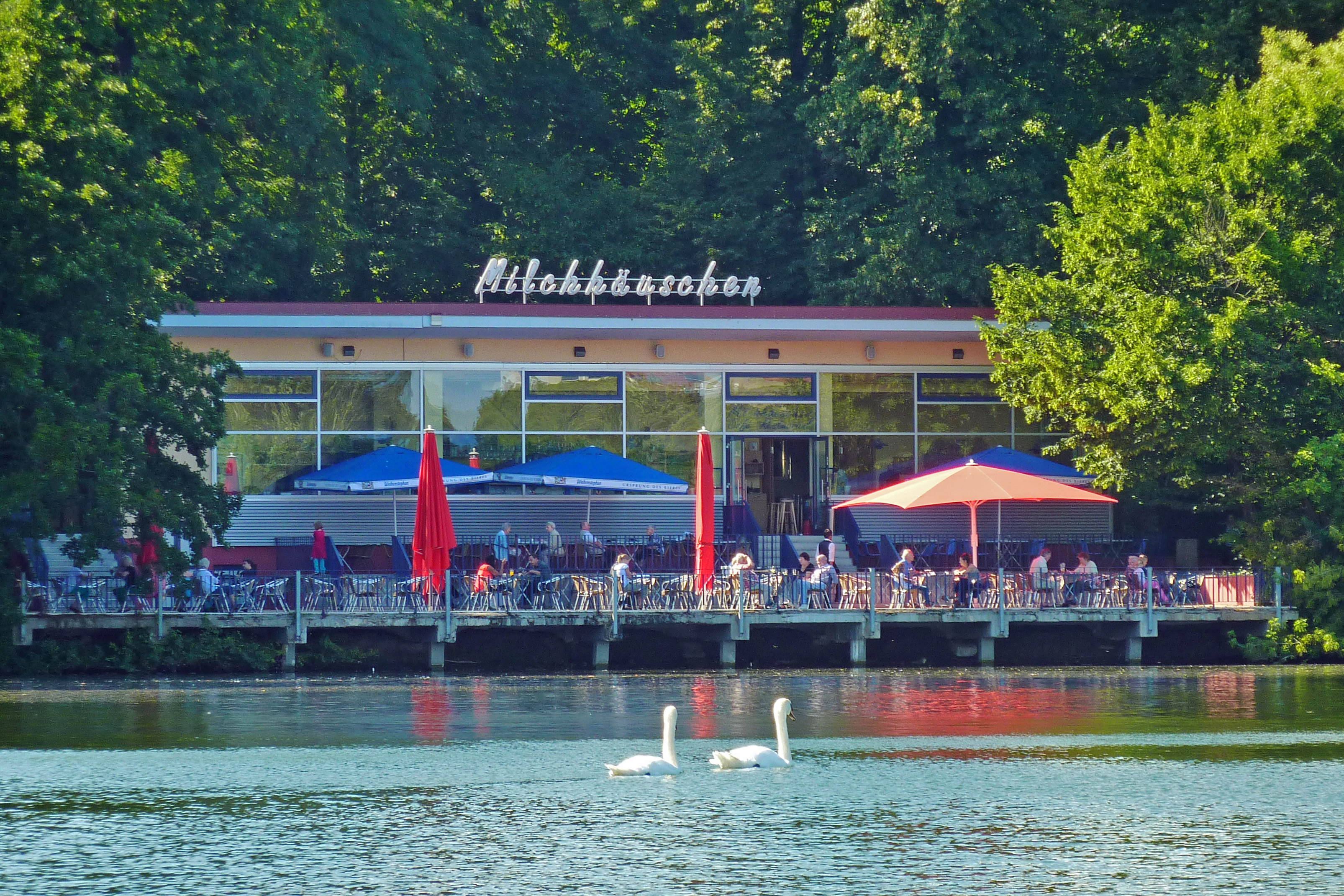
Parkgaststätte Milchhäuschen in Park am Weißen See, Berlijn